# Veterný štít
Veterný štít (česky Větrný štít, polsky Pięciostawiańska Turnia, německy Fünfseenspitze, maďarsky Öttavi csúcs) je široký, čtyřhranný štít (věž) ve Vysokých Tatrách, prostřední ze tří elevací mezi Spišským štítem a Střapatou věží, od Ovčárské věže oddělený Větrnou štěrbinou a od Supí věže Supí štěrbinou.

## Název
Jméno štítu dali horolezci, jež sužoval neustávající vítr. Jinojazyčné názvy vycházejí z polohy štítu nad Pěti spišskými plesy.

## První výstupy
- Jozef Déry a Karol Jordán, 18. července 1901 – v létě
- Eugen Fehér a Milan Valovič, 23. května 1953 – v zimě

## Turistika
Štít je přístupný pouze v doprovodu horského vůdce.